# Cuatro Torres Business Area
Cuatro Torres Business Area (CTBA) es un parque empresarial junto al paseo de la Castellana, en el barrio de La Paz de Madrid (España), construido sobre los terrenos de la antigua Ciudad Deportiva del Real Madrid. Conocido inicialmente como Madrid Arena, el consorcio de propietarios de las cuatro torres decidió adoptar una nueva imagen corporativa para el conjunto y cambió el nombre a Cuatro Torres Business Area. 
Aunque el nombre hace referencia a cuatro edificios, hoy en día también se le puede llamar Cinco Torres, ya que posteriormente se construyó una quinta torre en el mismo entorno: Torre Caleido, inaugurada en 2021. Esta nueva torre se integra visual y funcionalmente con el conjunto original.

## Descripción

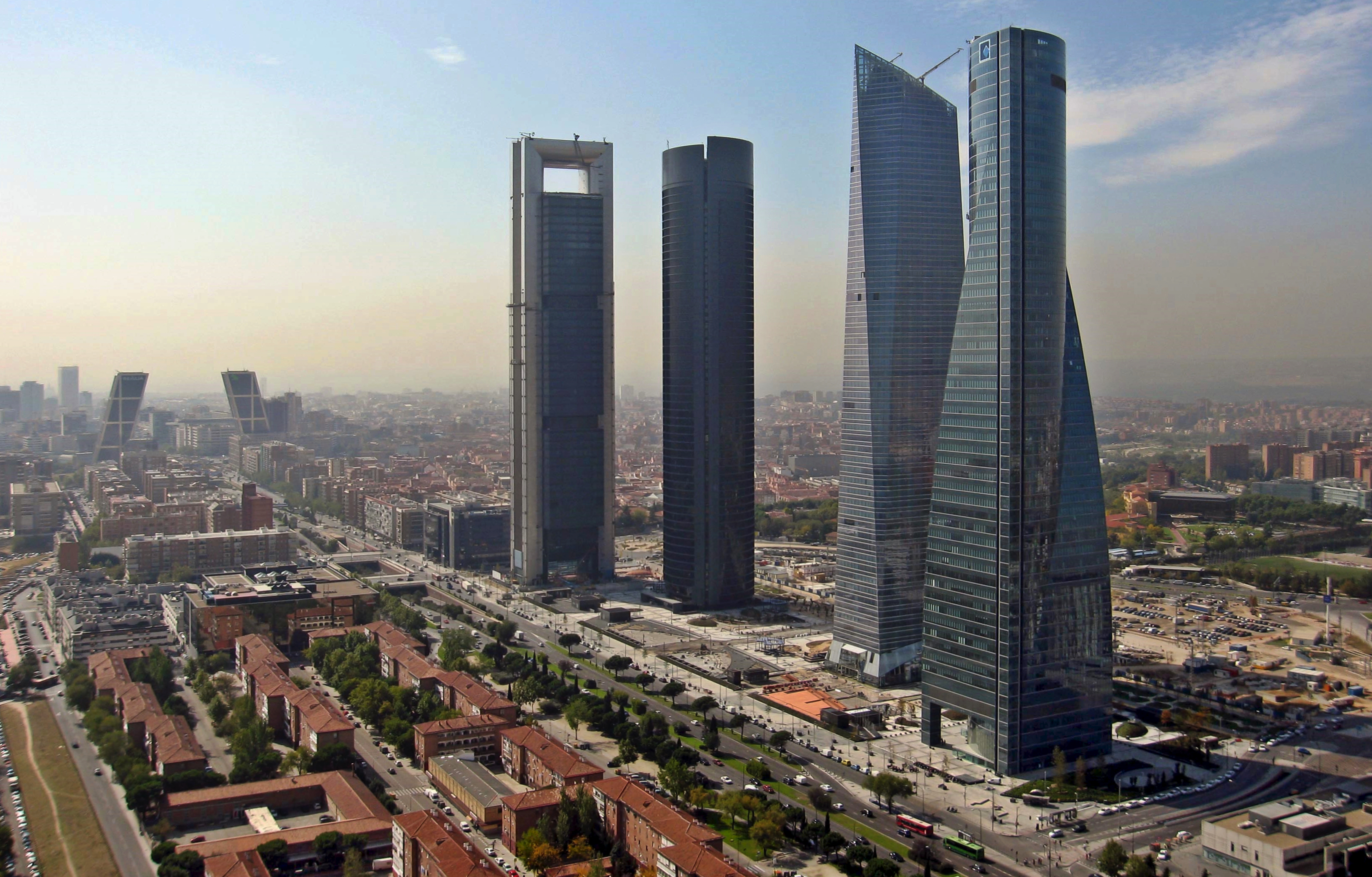
Vista aérea del CTBA en el año 2008.

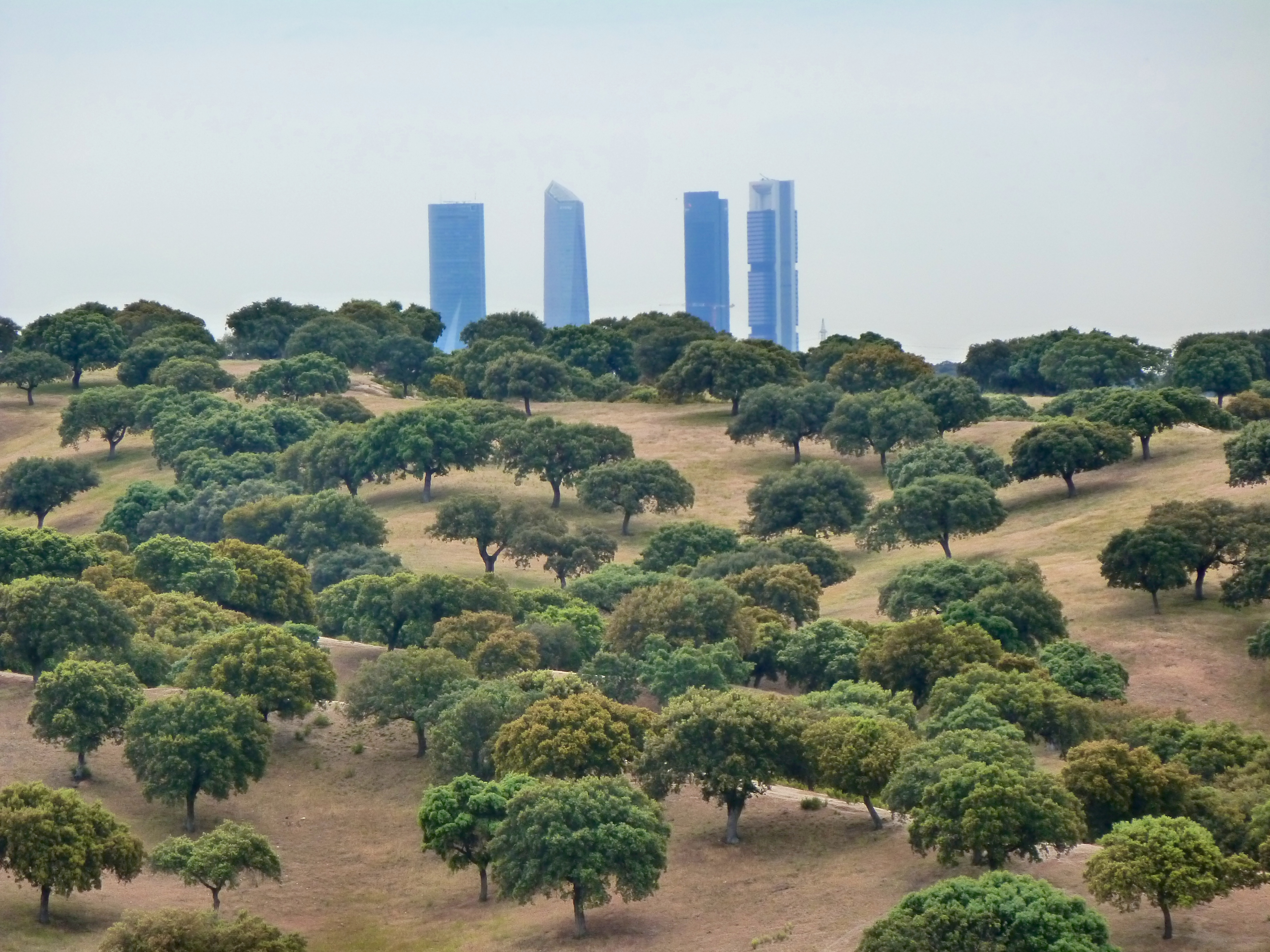
Vista del CTBA desde el Monte de El Pardo, año 2019.

El parque empresarial consta de cuatro rascacielos que son los edificios más altos de Madrid y de España en general. Los cuatro edificios son la Torre Cepsa (llamada anteriormente Torre Bankia y Torre Repsol), la Torre PwC, la Torre de Cristal y la Torre Emperador Castellana. La Torre de Cristal es la más alta de Madrid y España con 249 metros de altura. La construcción de estos cuatro edificios comenzó en el año 2004. La Torre Emperador (entonces denominada Torre Espacio) se terminó a finales de 2007, la Torre de Cristal a principios de 2008, la Torre Cepsa a mediados de 2008 y la Torre PwC a finales de 2009 [cita requerida]. Todos albergan oficinas, aunque la Torre PwC alberga también un hotel y en la parte más alta de la Torre de Cristal hay un jardín. Cada edificio tiene varios pisos subterráneos de aparcamientos y, también bajo tierra, accesos por carretera al parque empresarial.
Junto a las cuatro torres y dentro del recinto del parque empresarial se iba a ubicar el Centro Internacional de Convenciones de Madrid, pero debido a la Gran Recesión y a la falta de fondos del Ayuntamiento de Madrid, fue cancelado. En 2015, el grupo Villar Mir pone en marcha el plan de levantar una quinta torre. En 2017 se presentó oficialmente Caleido, un rascacielos de 181 metros y 36 plantas. En marzo de 2016 se conoció el acuerdo definitivo por el cual el Instituto de Empresa (IE) ocupe la mayor parte del edificio. En abril de 2017 comenzaron las obras de Caleido, y esta, llegó a su altura máxima a principios de 2020. La torre fue finalizada en mayo de 2021 e inaugurada en octubre del mismo año.

## Ubicación

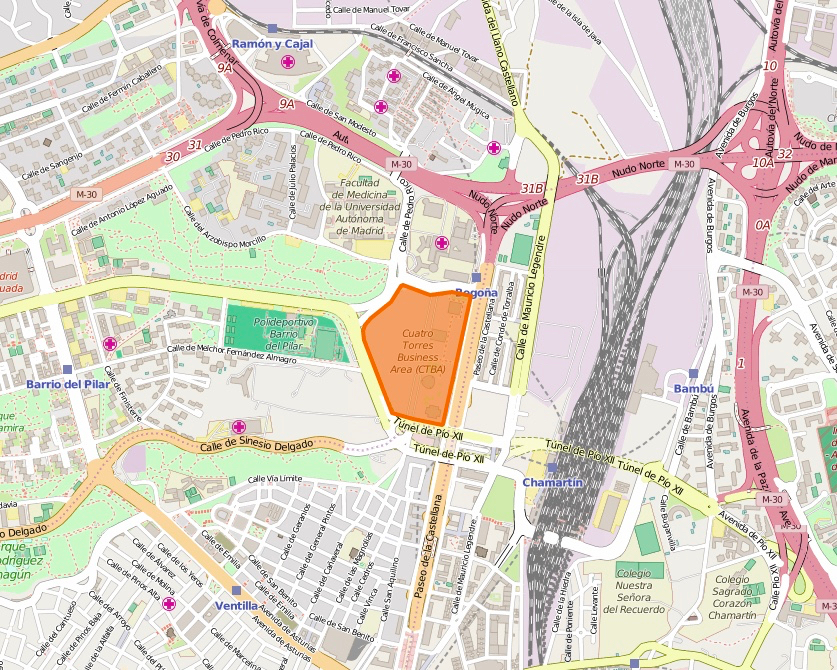
Ubicación del CTBA en Madrid.

Los terrenos donde ahora se asientan las cuatro torres del CTBA se encontraba la antigua Ciudad Deportiva del equipo de fútbol Real Madrid, construida en 1963. 
A finales del siglo XX, las tierras circundantes al complejo ya no eran periféricas, sino que se habían convertido en un importante centro neurálgico de la ciudad con gran afluencia de transporte, en el nudo más importante del norte de la ciudad y el área financiera. Su ubicación a lo largo del paseo de la Castellana conduce a un aumento en el valor de la tierra. En los años noventa, el Real Madrid estaba en una delicada situación de deuda y hubo diversos intentos de vender los terrenos pero esto no se produce hasta la presidencia de Florentino Pérez. Así, en 2001, el Real Madrid se embolsó 80.000 millones de pesetas (480 millones de euros) por la explotación de una torre y media de las cuatro construidas en el terreno. Otra torre y media la explotó la Comunidad de Madrid y la cuarta el ayuntamiento. Tras el acuerdo, el Real Madrid traslada su Ciudad Deportiva a la zona de Valdebebas, donde se encuentra actualmente desde su construcción e inauguración en el año 2005.

## Historia y construcción
La construcción de los cuatro edificios comenzó en 2004. En febrero de 2007, la Torre Emperador Castellana alcanzó su altura máxima y el 19 de marzo de 2007 tuvo lugar la celebración del fin de la obra civil. Supera en 47 metros al que hasta entonces era el mayor rascacielos del país, el Hotel Bali de Benidorm. La Torre PwC alcanzó su máxima altura en junio de 2007 y en julio del mismo año lo hizo la Torre de Cristal. La Torre Cepsa llegó a su cota máxima en septiembre de 2007. La conclusión de las obras de todos los edificios se produjo a finales de 2009 [cita requerida].
El 5 de septiembre de 2006 se produjo un incendio en la parte posterior de la Torre Espacio, entre las plantas 42 y 43. El incendio, calificado por varios medios de «espectacular» o de «muy aparatoso», no dañó la estructura del edificio, y los trabajos de construcción pudieron reanudarse al poco tiempo. De otro lado, en noviembre de 2008, impactó contra el suelo una placa perteneciente a la Torre Cepsa, que no provocó víctimas.
Para que el impacto de la construcción de los rascacielos sobre el tráfico de la zona no fuese tan perjudicial, se construyó una red de salidas subterráneas para que los trabajadores pudieran salir a través de túneles hacia la M-30, la Castellana, o la A-1.[cita requerida]
En enero de 2008, dos aficionados al salto base consiguieron infiltrarse en las obras de la Torre de Cristal y, tras subir hasta la parte más alta, lanzarse desde una altura cercana a los 250 m abriendo un paracaídas tras cinco segundos de caída libre. Las imágenes fueron difundidas por anónimos y publicadas por los medios de comunicación.[cita requerida]
Las torres se encuentran en una de las zonas más altas de Madrid, con lo cual generan un mayor efecto de grandiosidad ante otros rascacielos de Madrid cuando la diferencia de altura de los edificios no es tan grande.

Evolución de la construcción
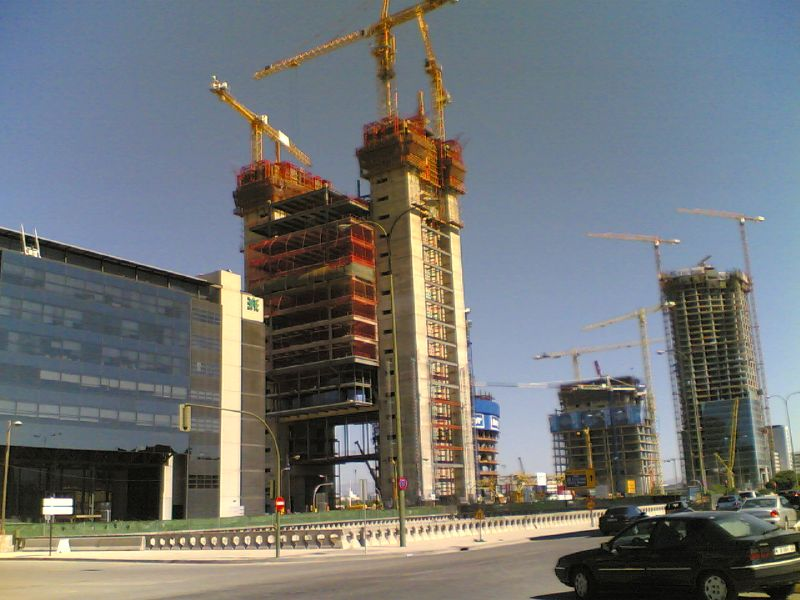
Los rascacielos durante su construcción el 9 de junio de 2006.
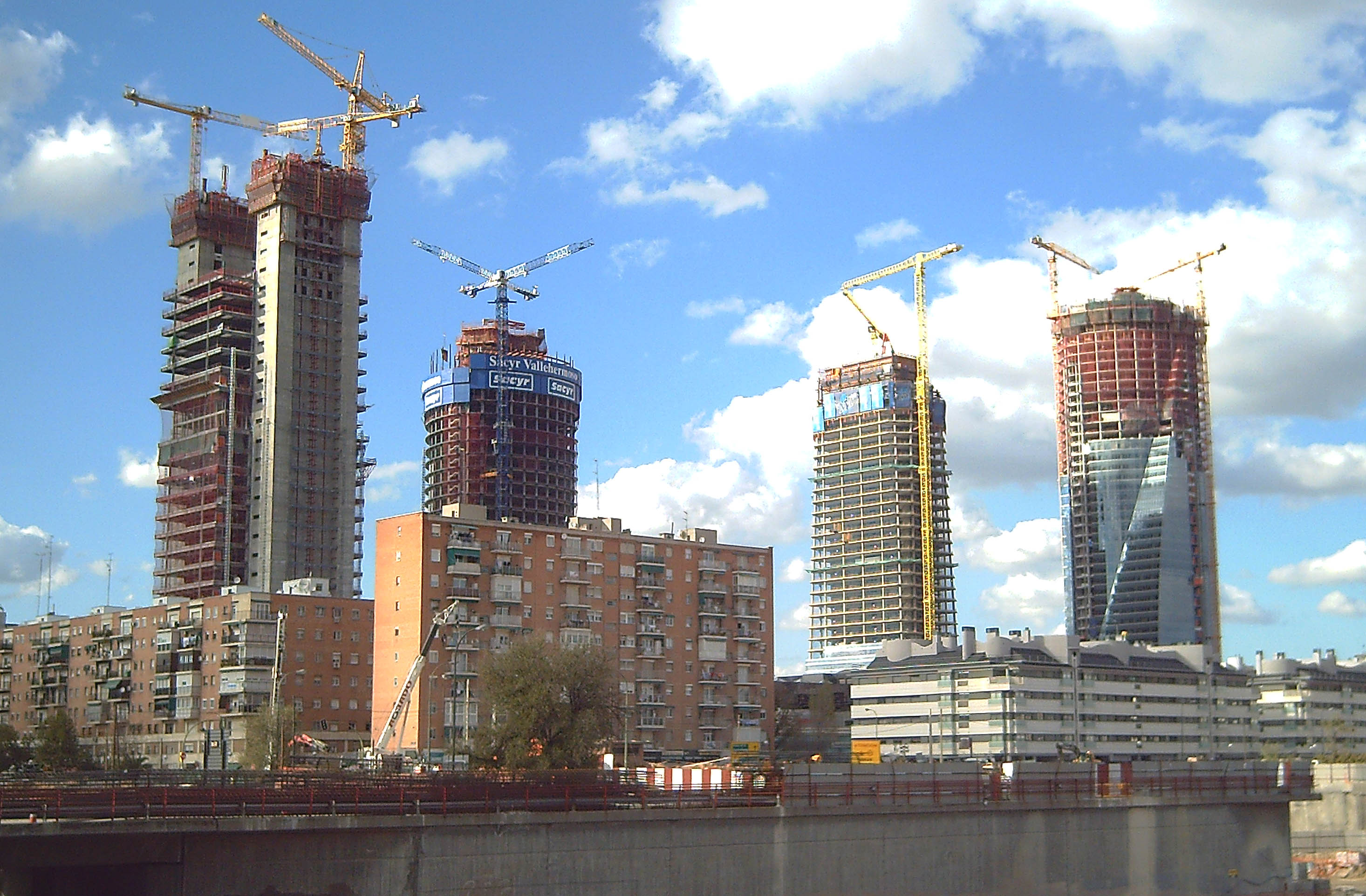
Los rascacielos durante su construcción el 9 de noviembre de 2006.
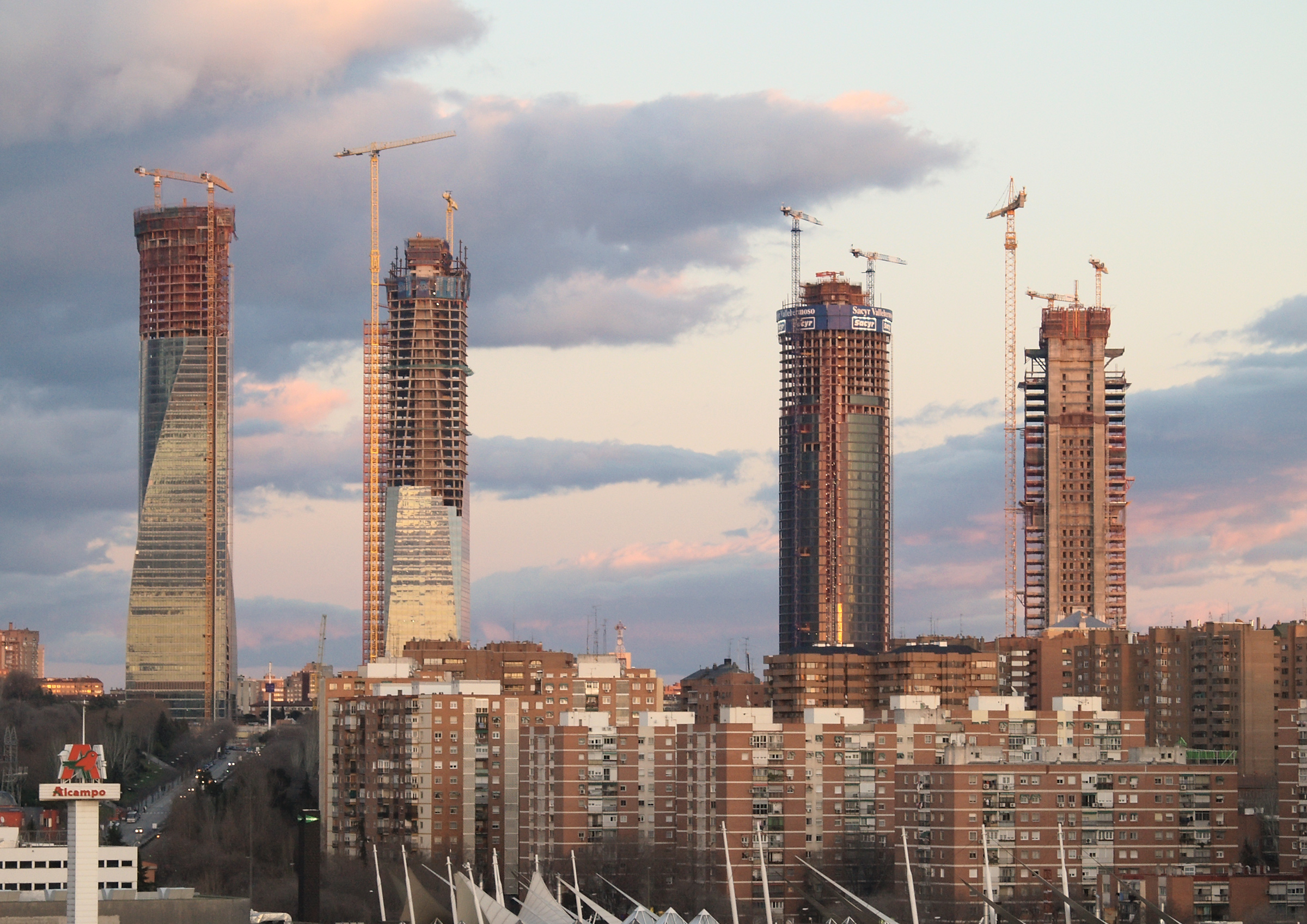
La construcción el 25 de febrero de 2007.
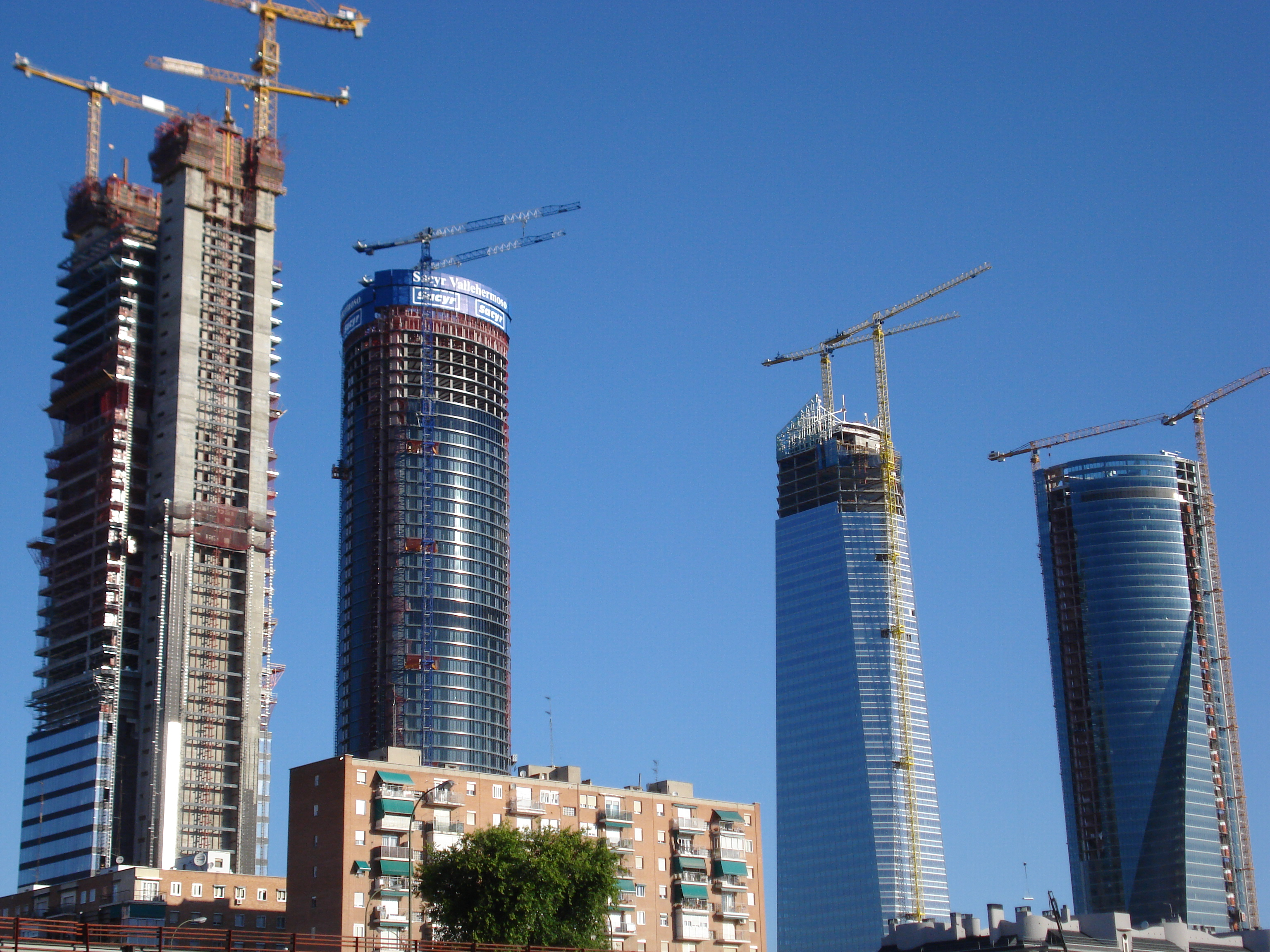
Las cuatro torres durante su construcción el 22 de junio de 2007.
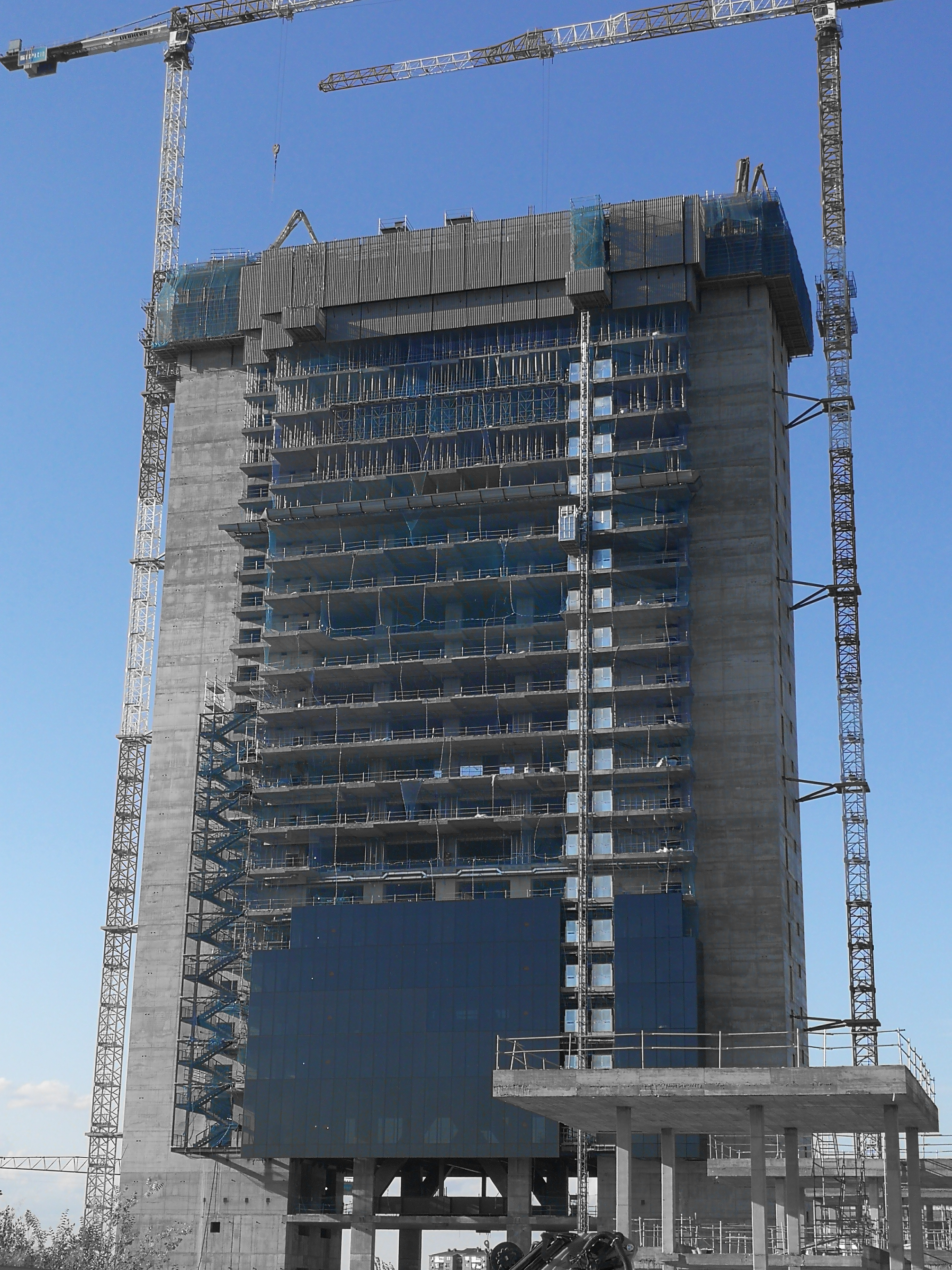
Construcción de la quinta torre, Torre Caleido el 20 de agosto de 2019.

## Edificios

### Torre de Cristal

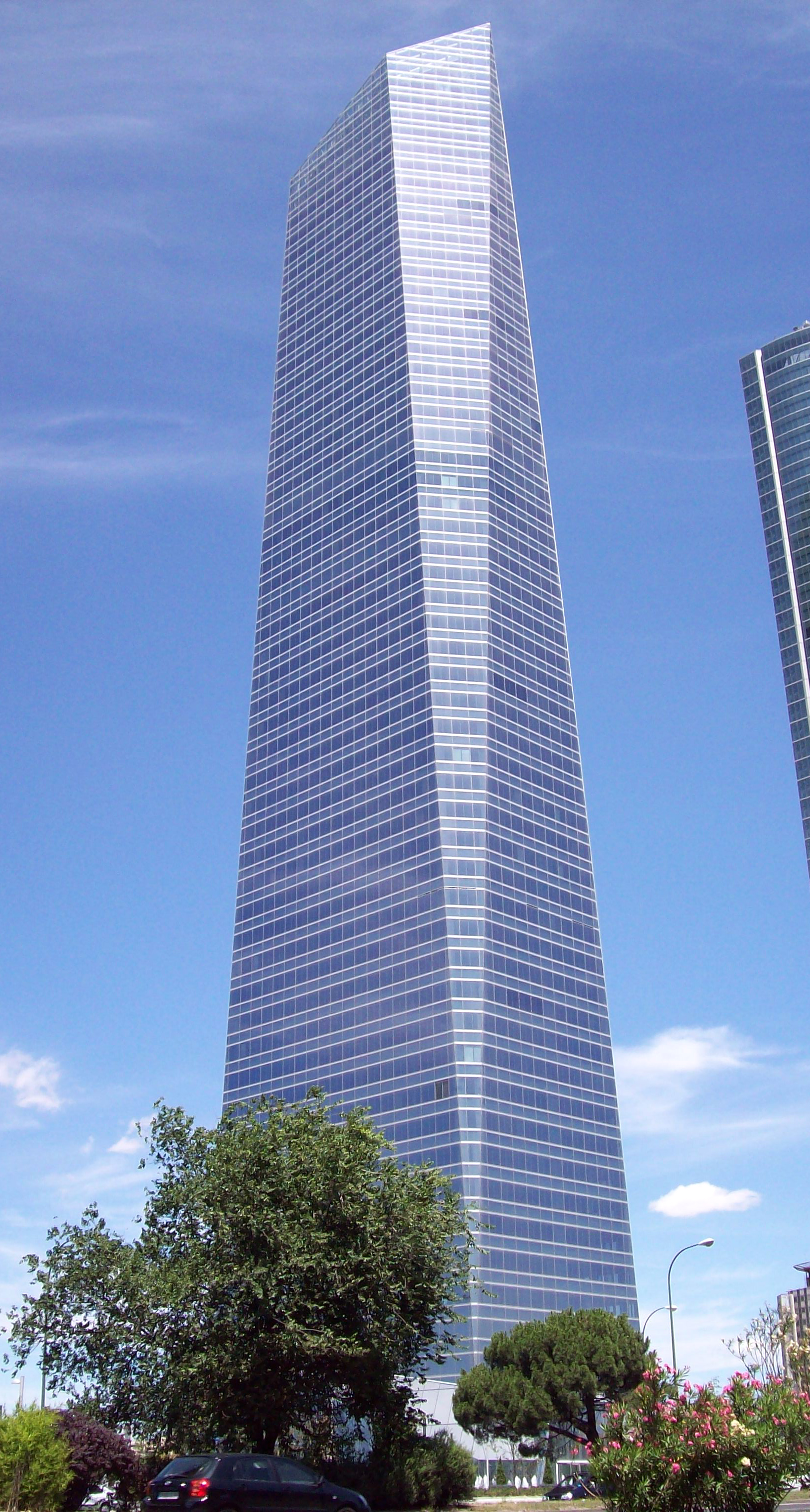
Torre de Cristal.

El arquitecto argentino César Pelli es el autor del proyecto Torre de Cristal con una altura de 249 m y 52 pisos, que le hace ser el edificio más alto de España, según el organismo Consejo de Edificios Altos y Hábitat Urbano (CTBUH). También fue el responsable de las Torres Petronas en Malasia, construidas en 1997. Lo más importante de esta edificación son los reflejos de los cristales. Posee un jardín en su parte superior de 600 metros cuadrados. Alberga las oficinas del entorno empresarial de las Cuatro Torres Business Area. Alberga oficinas de empresas como KPMG, Havas Media, Volkswagen o Coca-Cola, y tiene un gimnasio y dos restaurantes en el interior.

### Torre Cepsa

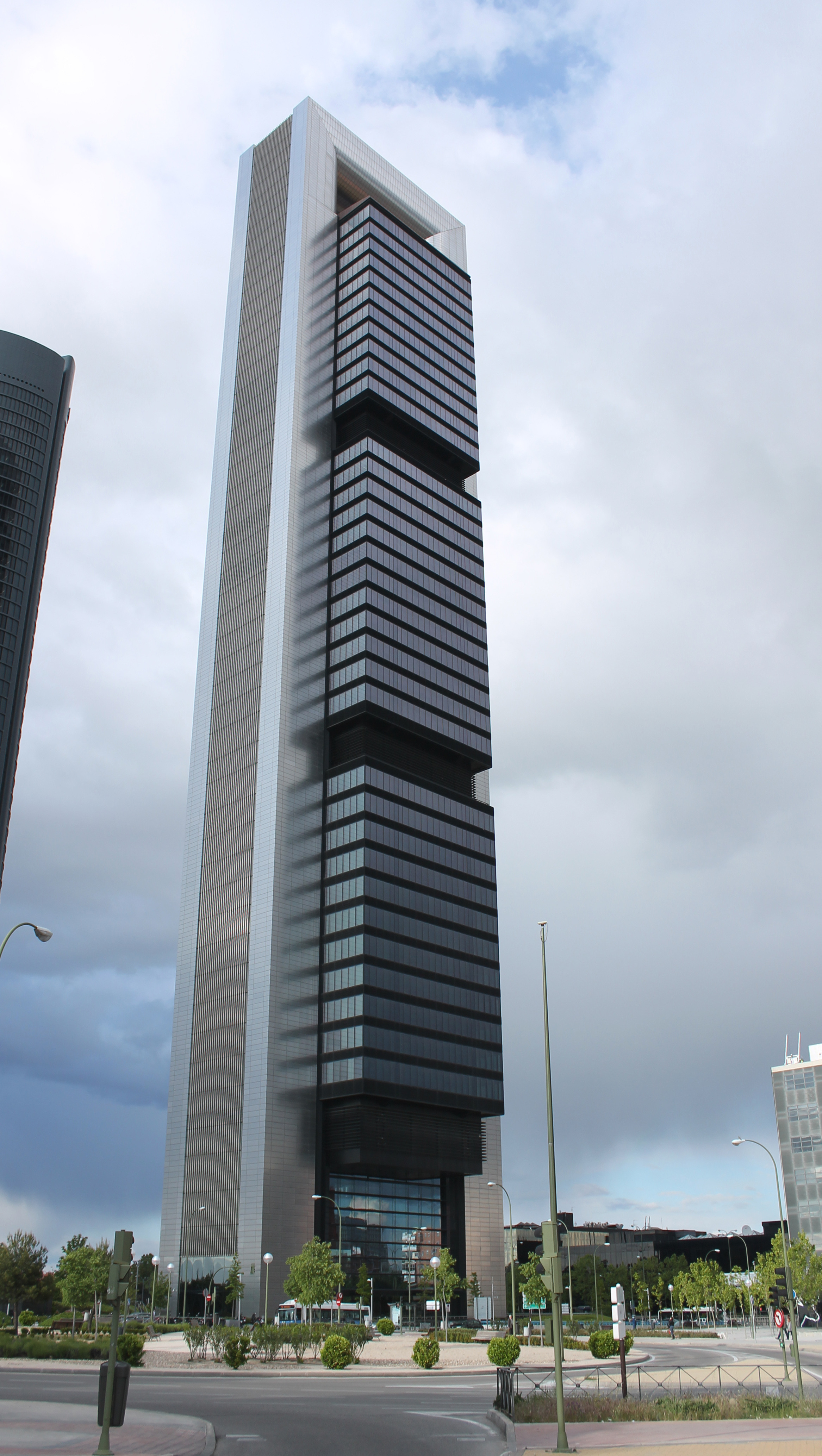
Torre Cepsa.

Con una altura de 248 m y 45 pisos, la Torre Cepsa, es el segundo edificio más alto de España, según el CTBUH. En 2013, el CTBUH (Council of Tall Buildings and Urban Habitat) certificó la altura exacta del rascacielos en 248,3 metros tras un minucioso estudio del terreno y los planos del edificio. Hasta entonces se creía que el rascacielos alcanzaba los 250 metros, como así figura en los datos del proyecto de la firma de arquitectos Foster and Partners. Ello implica que el edificio más alto de España es la Torre de Cristal, del arquitecto César Pelli, con 249 metros de altura.
Norman Foster, renombrado arquitecto inglés y premio Pritzker, ha diseñado esta estructura con dos núcleos externos de hormigón armado. Cada núcleo contiene siete ascensores, escaleras y zona de servicios. Entre las dos características columnas externas, se organizan las plantas de forma similar a una estantería. Tres plataformas intermedias soportan entre once y doce plantas en cada caso. La construcción del edificio llegó a su techo en septiembre de 2007, en el mes siguiente se colocó el arco superior, convirtiéndose de esta forma en el edificio más alto de Madrid y España. Alberga las oficinas del banco Bankia (5 plantas), las de Amazon y Amazon Web Services, y la sede central de la petrolera Cepsa.

### Torre PwC

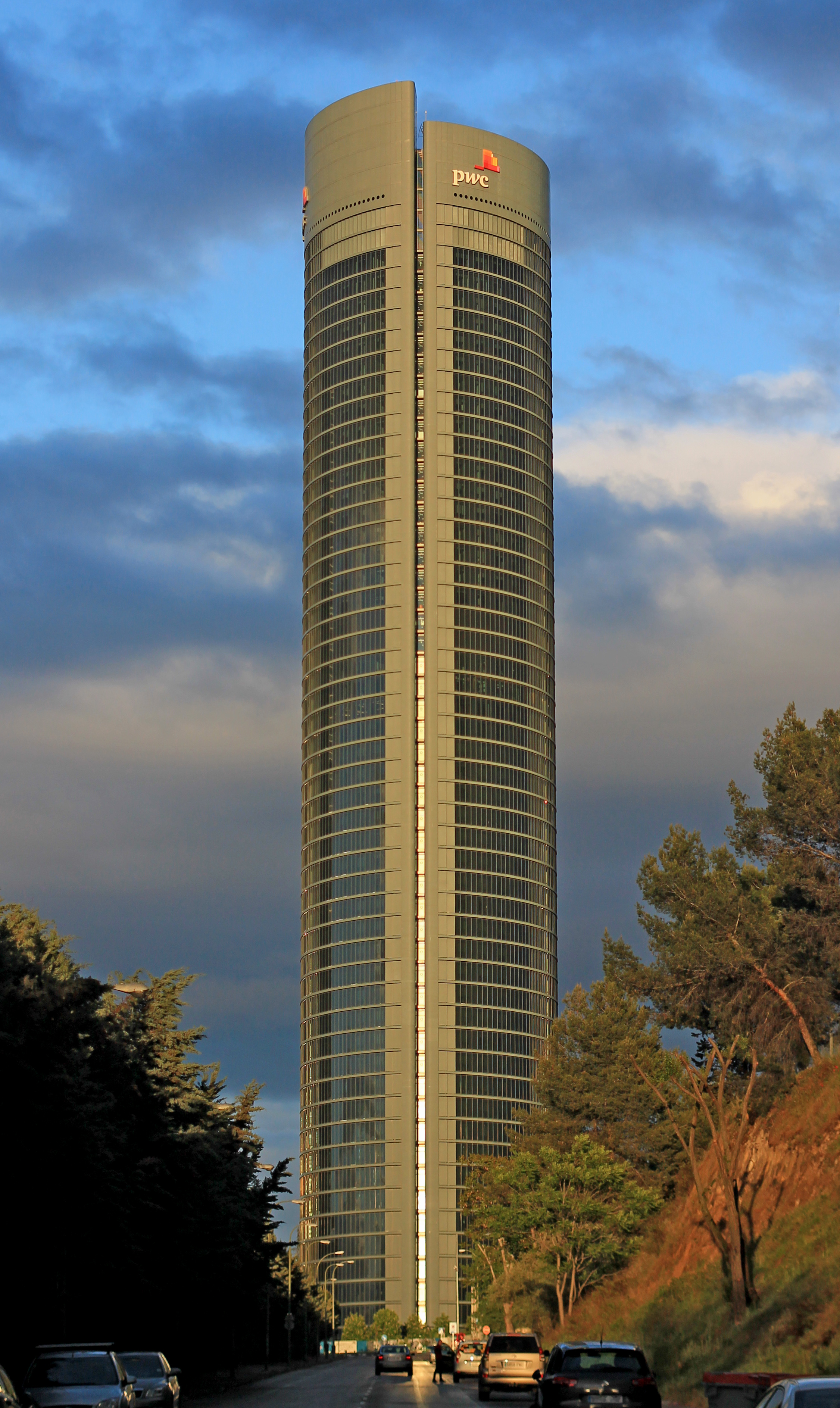
Torre PwC.

La Torre PwC (anteriormente denominada Torre Sacyr Vallehermoso)  posee una altura 236 m y con 58 plantas. Este edificio diseñado por Carlos Rubio Carvajal y Enrique Álvarez-Sala Walter es el único de los cuatro que tiene arquitectos españoles. Su planta es la de un triángulo equilátero cuyos lados son curvos y las ventanas tienen una disposición especial que ofrece una resistencia mínima al viento. Alberga el Hotel Eurostars Madrid Tower, de cinco estrellas, que ocupa hasta la planta 31 y que dispone de un comedor de dos alturas y ofrece una vista panorámica de toda la ciudad. La empresa multinacional de servicios profesionales PricewaterhouseCoopers (PwC) trasladó en julio de 2011, todas sus oficinas de la capital a este edificio, ocupando 17 plantas entre los pisos 34 y 50 que quedaban vacantes hasta ahora en la torre y que contarán con entrada independiente desde la calle a la entrada del Hotel. El traslado también supuso el cambio de nombre a Torre PwC, como se la conoce en la actualidad.
Es la única torre de las cuatro con fachada de doble piel y está cubierta completamente de vidrio a modo de escamas. Este edificio, visto desde el aire, muestra en toda su vertical tres fachadas idénticas en planta y equidistantes entre sí, en tonos negros, que nacen de un triángulo curvado que conforma la base de la torre. Cada fachada está cubierta por dos grupos de ventanales colocados en diagonal desde su eje central (los de la izquierda miran a la derecha y los de la derecha a la izquierda), y contribuyen al equilibrio y aerodinámica del edificio.
Pertenece en la actualidad a MERLIN Properties SOCIMI, S.A., una de las compañías inmobiliarias que cotizan en la Bolsa española (IBEX-35), y cuya actividad principal es la adquisición y gestión de activos inmobiliarios terciarios en la península ibérica

### Torre Emperador Castellana

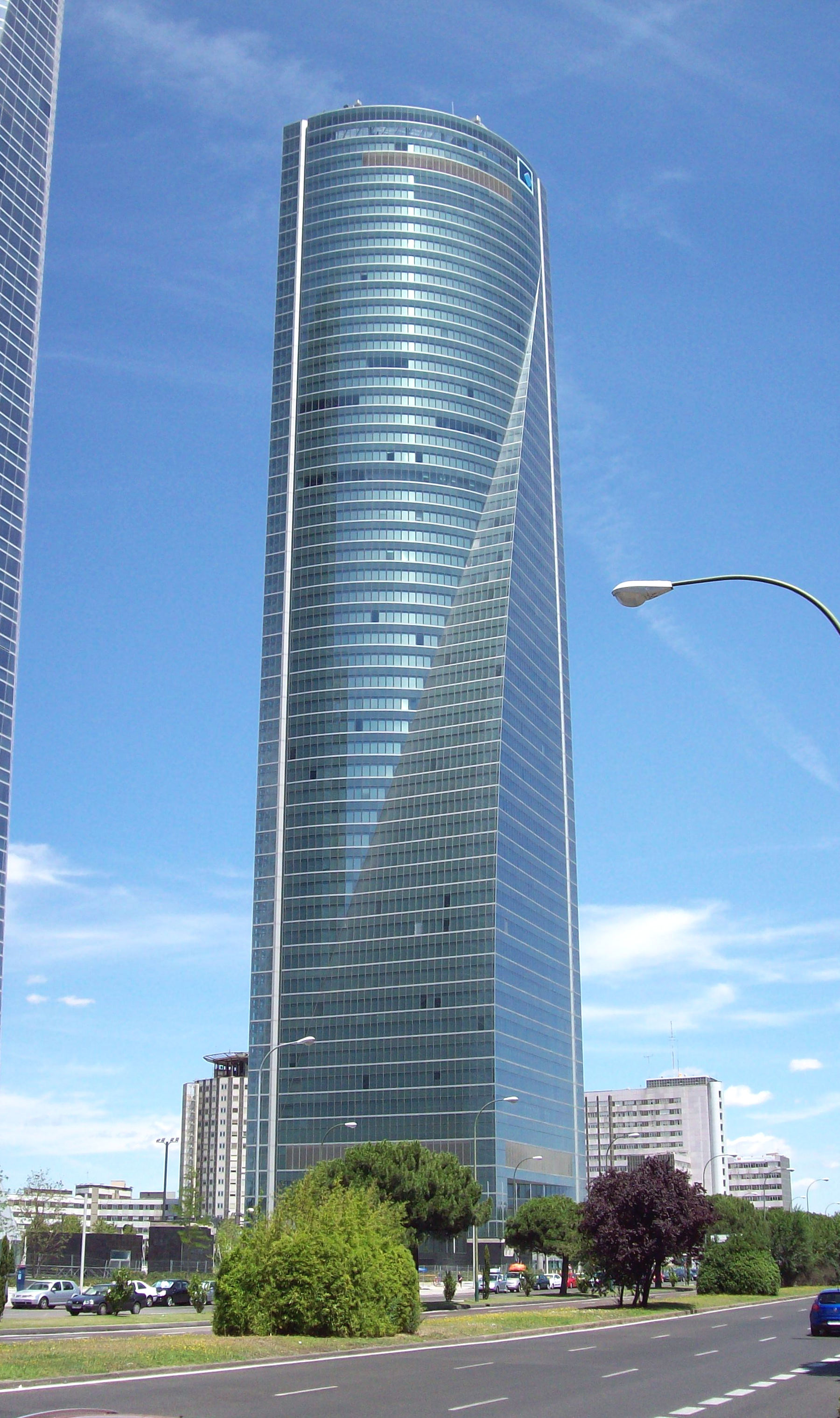
Torre Emperador Castellana

Sus autores son Ieoh Ming Pei y Henry N. Cobb. Con 57 plantas, la Torre Emperador Castellana (conocida anteriormente como Torre Espacio) tiene una altura total de 230 metros. Alrededor de los tres núcleos centrales, la planta de forma cuadrangular inicial se transforma de forma gradual en una forma similar a la intersección de las funciones seno y coseno. La imagen del edificio desde cada lugar de la ciudad es diferente al contar con una fachada dinámica. El núcleo central de forma rectangular de dimensiones 15 m x 10 m y con espesores de muro que varían desde 40 cm hasta 100 cm, se encuentra entre los núcleos laterales con forma de U, y con espesores de 30 cm. Alberga las oficinas de la Inmobiliaria Espacio S.L., OHL, Fertiberia y Ferroatlántica. También hay una capilla en la planta 33 y  4 embajadas, la de Países Bajos, Canadá, Reino Unido y Australia. A finales de 2015 Villar Mir decide vender la torre al grupo filipino Emperador por 558 millones de euros.

### Caleido

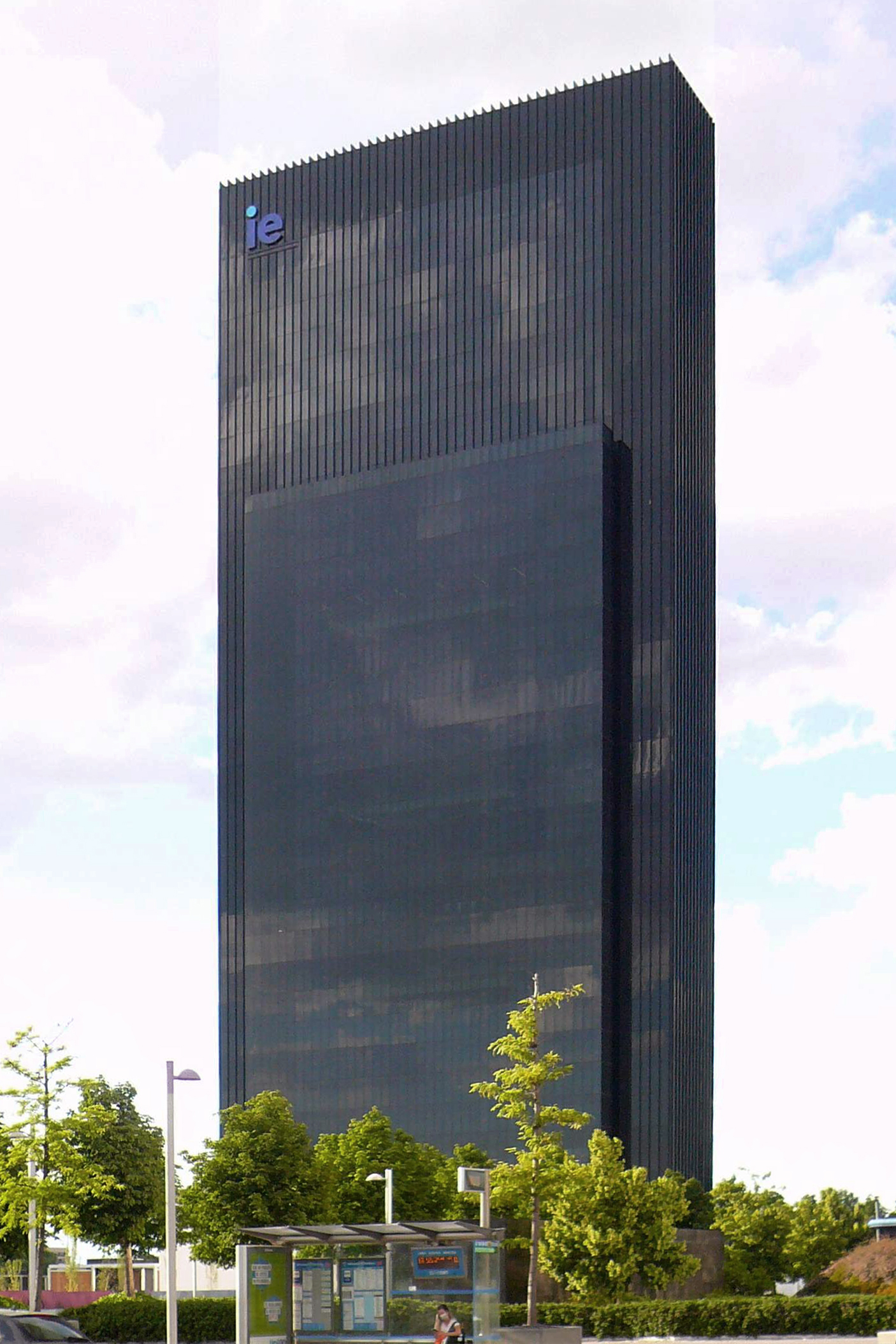
Torre Caleido.

En abril de 2017, empezaron las obras de la quinta torre del norte de Madrid. Su nombre es Caleido. El plan fue aprobado en enero de 2017 siendo alcaldesa Manuela Carmena. A diferencia de las otras cuatro torres, Caleido presenta una forma más estrecha y alargada, con una altura de 181 metros y 36 plantas, y está pensada para acoger principalmente actividades educativas, culturales y sanitarias. La inauguración tuvo lugar el 19 de octubre de 2021 y la mayor parte del edificio la ocupa la IE Universidad. Además, el complejo Caleido incluye zonas verdes, espacios comerciales, de ocio y restauración, abiertos al público, integrándose de manera más cercana a la ciudad que el resto de las torres.

## Aparición en los medios
- Los edificios se muestran en la película de Álex de la Iglesia La chispa de la vida del año 2011.

- Las cuatro torres del CTBA aparecen en uno de los pósteres de la nueva adaptación de la película RoboCop, con la Torre Cepsa modificada para parecer un edificio de la corporación OCP, que sale en la película.[19]

- En el episodio 16 de la segunda temporada de la serie española La Casa de Papel (2019) los protagonistas sobrevuelan un zepelín entremedias de las cuatro torres del CTBA.

- La serie original de Movistar+ Gigantes grabó numerosas escenas en las que aparecen los edificios.